# Phytodietus incognitus
Phytodietus incognitus là một loài tò vò trong họ Ichneumonidae.